# ウメオ
ウメオ（スウェーデン語発音: [ˈʉːmɛo] ( 音声ファイル)、スウェーデン語: Umeå）は、スウェーデンのヴェステルボッテン県にある都市。2つの大学があり、合計3万人以上の学生が学んでいる。またスウェーデン北部の最も大きな都市である。1965年に大学ができて以来、急激に成長した。ウーメオ、ウーメオーとも表記される。
2014年の欧州文化首都になることが決定している。
1888年に大火に見舞われ(en)、その後、防火帯としてシラカンバが大量に植林されたことから「白樺の街」の別名がある。

## 地理
ウメオはストックホルムの北600 km (373 mi)、北極線の南400 km (249 mi)にあり、ボスニア湾に注ぐウメ川の河口の少し北にある街である。ウメオはストックホルム・ウプサラ地方より北にある街としては最大の街であり、北部スウェーデンの中心都市と看做されることがある。ウメ川の河口の南端にはホルムスンド港があり、フィンランドのヴァーサとフェリーで繋がっている。そのためウメオにはフィンランド系スウェーデン人が暮らしている。

## 交通
- 欧州自動車道路E04号線 - スウェーデンのヘルシンボリとフィンランドのトルニオ間
- 欧州自動車道路E12号線 - ノルウェーのモー・イ・ラーナとフィンランドのヘルシンキ間
- ウメオ空港
- ボスニア線 - ウメオ中央駅、ウメオ東駅

## 教育
- ウメオ大学 -  学生数は3万4200人（2013年）[2]
- スウェーデン農業科学大学

## 経済
- Ålö AB - トラクターの世界的な企業の工場。
- アストラゼネカ - 工場（2011年に閉鎖）[3]。
- ハンデルス・バンケン - スウェーデンの4大銀行の1つ[4]。スウェーデン北部地方本部。
- コマツ・フォレスト -  ヨーロッパ本部。
- シーメンス・フィナンシャル・サービス - スカンジナビア本部。
- ボルボ・トラック

## スポーツ
女子サッカークラブ、ウメオIKの本拠地である。

## 気候
ウメオの気候は亜寒帯であり、短くて程々に暑い夏がある。冬は長く凍てつくが、メキシコ湾流の影響で緯度の割には気候は穏やかだという意見がある。1月の平均気温はマイナス8度であり、7月は16度である。
| Umeåの気候             | Umeåの気候 | Umeåの気候 | Umeåの気候 | Umeåの気候 | Umeåの気候 | Umeåの気候 | Umeåの気候 | Umeåの気候 | Umeåの気候 | Umeåの気候 | Umeåの気候 | Umeåの気候 | Umeåの気候  |
| 月                     | 1月        | 2月        | 3月        | 4月        | 5月        | 6月        | 7月        | 8月        | 9月        | 10月       | 11月       | 12月       | 年          |
| ---------------------- | ---------- | ---------- | ---------- | ---------- | ---------- | ---------- | ---------- | ---------- | ---------- | ---------- | ---------- | ---------- | ----------- |
| 平均最高気温 °C （°F） | −5 (23)    | −4 (25)    | 0 (32)     | 6 (43)     | 12 (54)    | 17 (63)    | 20 (68)    | 18 (64)    | 13 (55)    | 7 (45)     | 0 (32)     | −4 (25)    | 6.7 (44.1)  |
| 平均最低気温 °C （°F） | −11 (12)   | −11 (12)   | −8 (18)    | −3 (27)    | 2 (36)     | 8 (46)     | 11 (52)    | 10 (50)    | 5 (41)     | 1 (34)     | −4 (25)    | −9 (16)    | −0.8 (30.6) |
| 出典：MSN Weather      |            |            |            |            |            |            |            |            |            |            |            |            |             |

## 姉妹都市
- ヴュルツブルク、ドイツ
- ヴァーサ、フィンランド
- ハシュタ、ノルウェー
- エルシノア、デンマーク
- ペトロザヴォーツク、ロシア
- サスカトゥーン、カナダ
- カーシャーン、イラン

## 出身者
- AC4（ハードコア・パンクバンド）
- アニヤ・パーション（アルペンスキー選手）
- スヴァンテ・ヘンリソン（ベーシスト、作曲家）
- ナグルファー（ブラックメタルバンド）
- ヘレナ・ヤンソン（オリエンテーリング選手）
- メシュガー（デスメタルバンド）
  - フレドリック・トーデンダル（ギタリスト）
- リサ・ミスコフスキー（歌手）
- クラヤ（歌手、アカペラグループ）